# OK Triglav Kranj
OK Triglav Kranj – słoweński męski klub siatkarski z Kranj grający w 1. DOL Radenska Classic.

## Sukcesy
Mistrzostwo Słowenii:
- 2017